# Форест Вју (Илиноис)
Форест Вју (енгл. Forest View) град је у америчкој савезној држави Илиноис.

## Демографија
По попису из 2010. године број становника је 698, што је 80 (-10,3%) становника мање него 2000. године.
| Група             | 2000.       | 2010.       |
| Белци             | 685 (88,0%) | 467 (66,9%) |
| Афроамериканци    | 3 (0,4%)    | 5 (0,7%)    |
| Азијати           | 0 (0,0%)    | 13 (1,9%)   |
| Хиспаноамериканци | 81 (10,4%)  | 203 (29,1%) |
| Укупно            | 778         | 698         |